# Brigitte Virtudes
 (mars 2025).
Si vous disposez d'ouvrages ou d'articles de référence ou si vous connaissez des sites web de qualité traitant du thème abordé ici, merci de compléter l'article en donnant les références utiles à sa vérifiabilité et en les liant à la section « Notes et références ».
Brigitte Virtudes est une comédienne et chanteuse franco-portugaise spécialisée dans le doublage.

## Théâtre / Comédie musicale
- D'apprendre à rire sans pleurer de Kurt Tucholsky, Festival de Théâtre à Villeurbanne
- Le Voyage de monsieur Perrichon d'Eugène Labiche, théâtre des Célestins
- Le Bossu d'après Paul Féval avec la compagnie Leroyer, cirque d'Hiver : Pépita
- Grand-peur et misère du IIIe Reich de Bertolt Brecht, théâtre 347 : la chanteuse
- Don Juan de Molière, théâtre de la Porte-Saint-Martin : Charlotte
- Le Métro fantôme de Leroy Jones, théâtre Noir
- Notes en noire et blanche de Gérard Chevalier
- On se voyait déjà de Benjamin Tribes, théâtre Montmartre-Galabru
- Jack et le Haricot magique, Olympia
- Les Dégourdis du 101e, mise en scène de Jean-Paul Bouron, Grand Théâtre du Chesnay
- 2013 : Mugler Follies,  revue de Manfred Mugler[1], théâtre Comédia

## Concerts
- Journées mondiales de la jeunesse 1997 à Paris : concert au Champ-de-Mars devant Jean-Paul II
- 2008 : Dualité, théâtre Essaïon[2]

## Filmographie
- 2001 : PJ de Gérard Vergez, épisode Enlèvement (5.7) : la voleuse d'enfants
- 2006 : Aller-retour dans la journée de Pierre Sisser : Mme Da Silva
- 2009 : Commis d'office de Hannelore Cayre : Mme Fontabrisse / la concierge

## Discographie
- Beau - Phonogram
- Granada it’s Goodbye - Tréma + une version avec l'orchestre de la Garde républicaine
- La Manta - Une Music
- Sonhar, avec Gil Artau -  Microcodil Productions (album 12 titres)

## Doublage
Sources : RS Doublage et Planète Jeunesse
Note : Les dates en italique correspondent aux sorties initiales des films dont Emmanuel Garijo a assuré le redoublage ou le doublage tardif.

### Cinéma

#### Films
- Samantha Bond dans :
  - GoldenEye (1995) : Miss Moneypenny
  - Demain ne meurt jamais (1997) : Miss Moneypenny
  - Le monde ne suffit pas (1999) : Miss Moneypenny
  - Meurs un autre jour (2002) : Miss Moneypenny

- Molly Shannon dans (4 films) :
  - Une nuit au Roxbury (1998) : Emily Sanderson
  - Hyper Noël (2002) : Tracy
  - Fun Mom Dinner (2017) : Jamie
  - Horse Girl (2020) : Joan

- Corinna Harfouch dans :
  - Bibi Blocksberg, l'apprentie sorcière (2002) : Rabia
  - Bibi Blocksberg et le Secret des chouettes bleues (2004) : Rabia

- Julie Andrews dans :
  - Un mariage de princesse (2004) : Clarisse Renaldi (voix chantée)
  - Il était une fois (2007) : la narratrice (voix)

- Jennifer Tilly dans :
  - La Malédiction de Chucky (2013) : Tiffany Valentine
  - Le Retour de Chucky (2017) : Tiffany Valentine

- 1965[5] : La Mélodie du bonheur : la Mère supérieure (Peggy Wood) (voix chantée)
- 1971[6] : L'Apprentie sorcière : Églantine Price (Angela Lansbury)
- 1989 : Vidéokid : L'Enfant génial : Christine Bateman (Wendy Phillips)
- 1994 : Street Fighter : Chun-Li Zang (Ming-Na)
- 2000 : L'Ombre de la séduction : Anthea Farrow-Smith (Dana Delany)
- 2000 : Un homme à femmes : Audrey (Julianne Moore)
- 2001 : La Spagnola : Lola (Lola Marcelli)
- 2001 : Explosion imminente : Claire Manning (Jaime Pressly)
- 2003 : Espion mais pas trop ! : Judy Tobias (Candice Bergen)
- 2003 : Bienvenue dans la jungle : Mariana (Rosario Dawson)
- 2003 : Le Divorce : Julia Manchevering (Bebe Neuwirth)
- 2004 : Crazy Kung-Fu : la propriétaire (Yuen Qiu)
- 2004 : Deep Evil : Menace extra-terrestre : la capitaine O'Brien (Rachel Hayward)
- 2006 : Click : Télécommandez votre vie : Janine (Jennifer Coolidge)
- 2006 : Little Man : Brittany (Brittany Daniel)
- 2007 : Chronique des morts-vivants : Debra Moynihan (Michelle Morgan)
- 2008 : Deux Sœurs pour un roi : Catherine D'Aragon (Ana Torrent)
- 2008 : La Cité de l'ombre : Mme Murdo (Mary Kay Place)
- 2008 : High School Musical 3 : Nos années lycée : Miss Darbus (Alyson Reed)
- 2009 : Pas si simple : Trisha (Rita Wilson)
- 2009 : 500 jours ensemble : Rhoda (Maile Flanagan (en))
- 2009 : La Montagne ensorcelée : voix additionnelles
- 2010 : Buried : Donna Mitchell / Maryanne Conroy (Warner Loughlin)
- 2011 : Yellow Rock : Martha (Amy Jennings)
- 2012 : Abraham Lincoln, chasseur de vampires : Nancy Lincoln (Robin McLeavy)
- 2012 : L'Emprise du mal : Ventera (Raquel Escribano)
- 2012 : American Pie 4 : la mère de Karra (Kim Wall)
- 2012 : Dragon Wasps : L'Ultime Fléau : Gina Humphries (Dominika Juillet)
- 2013 : Enemy : la mère d'Adam (Isabella Rossellini)
- 2013 : Ghost Bastards (Putain de fantôme) : Rosa (Marlene Forte)
- 2017 : Pirates des Caraïbes : La Vengeance de Salazar : Beatrice (Hannah Walters)
- 2018 : La Tribu : Virginia (Carmen Machi)
- 2018 : O.G. (en) : Janice (Mare Winningham)
- 2019 : Malgré tout : Inés (Rossy de Palma)
- 2019 : Rocketman : la professeure de piano de Reginald (?)
- 2019 : Isn't It Romantic : mère de Natalie (Jennifer Saunders)
- 2019 : La Belle et le Clochard : la maîtresse de Jacqueline (Kate Kneeland)
- 2019 : Comme Cendrillon 5 : Un conte de Noël : Deidre Decker (Johannah Newmarch)
- 2020 : Le Goût de la haine : Beata Santorska (Agata Kulesza)
- 2022 : Mort sur le Nil : Mme Bowers (Dawn French)
- 2024 : Música (en) : Maria (Maria Mancuso)

#### Films d'animation
- 1950[7] : Cendrillon : la conteuse
- 1972[8] : Panda Petit Panda : Mamie / la marchande de fruits et légumes
- 1987[9] : Pinocchio et l'Empereur de la Nuit : Béatrice
- 1989 : Le Triomphe de Babar : Céleste (chant)
- 1991[10] : La Belle et la Bête : l'armoire (chant, version longue)
- 1995 : Teddy et Annie[11] : Annie (court métrage)
- 1996[12] : La Reine des neiges : La Revanche : la Reine des neiges
- 1997 : Anastasia : Sophie (chant)
- 1998 : Le Cygne et la Princesse 3 : Zelda et Bridget
- 1998 : Buster et Junior : la comtesse de Gretchen (voix chantée), la reine Thérèse (voix chantée)
- 1999 : Bartok le Magnifique : Ludmilla
- 1999 : Doug, le film : Robot bousilleur (voix chantée)
- 2000 : Joseph, le roi des rêves : Rachel (chant)
- 2000 : Fievel et le Mystère du monstre de la nuit : Lady Rikiki
- 2003 : Les Razmoket rencontrent les Delajungle : Siri (redoublage télé)
- 2005 : Les Noces funèbres : la mère de Victor
- 2005 : Barbie et le Cheval magique : la reine / Eric
- 2005 : Tarzan 2 : Mama Gunda
- 2005 : Scooby-Doo au pays des pharaons : Amelia Von Butch
- 2006 : Nos voisins, les hommes : Gladys Sharp
- 2006 : Astérix et les Vikings : Vikéa
- 2006 : Happy Feet : miss Viola
- 2006 : Les Rebelles de la forêt : la mouffette
- 2006 : Tom et Jerry et la Chasse au trésor : Betty
- 2006 : Frère des ours 2 : Tante Taqqiq
- 2006 : Le Vilain Petit Canard et moi : Phyllis
- 2006 : L'Âge de glace 2 : interprète de la chanson des vautours
- 2006 : Rox et Rouky 2 : voix additionnelles
- 2006 : Charlotte aux fraises : Le Jardin des rêves : Miss Pique-raison / PJ / Angélique (voix chantée) / LilI Framboise (voix chantée)
- 2006 : Souris City : voix additionnelles
- 2007 : Barbie, princesse de l'île merveilleuse : reine Marissa
- 2008 : WALL-E : Mary
- 2008 : Barbie et le Palais de diamant : Alexa / Teresa
- 2008 : La Fée Clochette : la fée Mary
- 2008 : Le Secret de la Petite Sirène : Marina del Rey
- 2009 : Coraline : miss Forcible
- 2009 : Clochette et la Pierre de lune : la fée Mary
- 2010 : Toy Story 3 : Dolly
- 2010 : Arrietty : Le Petit Monde des Chapardeurs : Homily
- 2010 : Shrek 4 : Il était une fin : interprète de la chanson des sorcières
- 2011 : La Colline aux coquelicots : Tomoko
- 2011 : Happy Feet 2 : miss Viola
- 2011 : Ronal le Barbare : la reine des amazones
- 2011 : Vacances à Hawaï : Dolly (court métrage)
- 2012 : Rebelle : Maude
- 2012 : Les Mondes de Ralph : Mary
- 2012 : Ernest et Célestine : Lucienne, la dentiste ourse
- 2012 : Clochette et le Secret des fées : la fée Mary
- 2013 : Le Père Frimas : ? (court-métrage)
- 2015 : Le Voyage d'Arlo : Lurleane
- 2017 : Coco : Mamá Imelda
- 2017 : Les Jetson et les Robots catcheurs de la WWE : Jane Jetson
- 2019 : Toy Story 4 : Dolly
- 2022 : La Maison : Jen

### Télévision

#### Téléfilms
- Paula Trickey dans :
  - La Peur d'un rêve (2006) : Kim Shay
  - Un Œil sur mon mari (2007) : Leeza Mitchell
  - La Vidéo de la honte (2011) : Brenda Garrett
  - Les 10 règles d'or d'une parfaite mariée (2016) : Bonnie Phillips
  - On a échangé nos Noëls (2017) : Ida Beth
  - Dans les griffes de mon beau-père (2017) : Peg

- Barbara Niven dans :
  - La Ville du Père Noël (2008) : Ginny
  - Accusée à tort (2009) : Claire Werner
  - J'ai détruit mon mariage (2011) : Alma
  - La Vérité sur mon passé (2012) : Evelyn Wells

- Erika Eleniak dans :
  - La Captive (1998) : Samantha Hoffman
  - Vengeance de femme (2005) : Jessica Hartley Landers
  - L'Enfer de glace (2005) : Bryn

- Alyson Reed dans :
  - High School Musical : Premiers pas sur scène (2006) : Miss Darbus
  - High School Musical 2 (2007) : Miss Darbus

- Romy Rosemont dans :
  - Taste of Romance (2011) : Patsy Danvers
  - Ma mère est folle (2019) : Sharon Vickers

- Sadie LeBlanc dans :
  - Mort en beauté (2009) : Stella
  - Un crime à la mode (2009) : Stella

- Hannelore Elsner dans :
  - Hanni et Nanni (2010) : Madame Theobald
  - Hanni et Nanni 2 (2012) : Madame Theobald

- Ellie Harvie dans :
  - Dans la vie d'une autre (2006) : Janet
  - Enquêtrice malgré elle (2013) : Gretchen

- 1995 : L'Invité de Noël : Carolyn Giblin (Connie Sellecca)
- 1995 : La Ferme du mauvais sort : Flora Poste (Kate Beckinsale)
- 1996 : Le Destin de Dina : Dr Linda Ryan (Susan Blakely)
- 1996 : Vengeance à double face : Emily Gilmore (Yasmine Bleeth)
- 1998 : Déluge infernal : Suzanne Price (Angeline Ball)
- 1998 : Anatomie d'un top model : Gia Carangi (Angelina Jolie)
- 1998 : Insoupçonnable Vérité : Gail Stern (Gretchen Corbett)
- 1999 : Michael Jordan: An American Hero (en) : Juanita Vanoy / Juanita Jordan (Robin Givens)
- 1999 : L'Enfer de verre : Michelle (Venus Terzo)
- 1999 : L'Enfant imaginaire : Annie Beeman (Rita Wilson)
- 1999 : L'Enfant secret : Elaine Cordell (Heidi Swedberg)
- 2000 : Randonnée fatale : Fran (Birgit Stein)
- 2000 : Un vrai coup de foudre : Susanne Erhart (Mariele Millowitsch)
- 2001 : Un bébé à tout prix : le sergent Jane McKinley (Leslie Hope)
- 2004 : Quand la vie est Rose : Madeleine (Caroline Aaron)
- 2005 : Figure libre : Natasha Goberman (Cristine Rose)
- 2006 : Mortelles Retrouvailles : Helen Andrews (Poppy Miller)
- 2006 : Les Sœurs Callum : Fran Walker (Sheila McCarthy)
- 2007 : Un rêve de Noël : Martina (Patricia Mayen-Salazar)
- 2008 : Je veux votre mari ! : Elaine (Gillian Carfra)
- 2009 : Mafia Love Story : Kelly (Blanchard Ryan)
- 2009 : Blue Seduction : Joyce (Jane Wheeler)
- 2009 : La Caissière et la Popstar : Marianne (Isabelle Ertmann)
- 2009 : Le Noël des petites terreurs : Rita Green (Mimi Kennedy)
- 2010 : Le Naufrage du Laconia : Laura Ferguson (Morven Christie)
- 2010 : Love and the City : Alicia (Jennifer Coolidge)
- 2011 : Un mari à louer : Meredith (Shelley Long)
- 2012 : Espoir mortel : Melissa Ryan (Paula MacPherson)
- 2012 : L'Arbre à souhaits : Amanda Breen (Carrie Genzel)
- 2012 : Sandra Chase : Une innocente en prison : Rosa (Rita Bendek)
- 2013 : Maternité à risque : Beth Franklin (Rosemary Dunsmore)
- 2014 : American Star (en) : Sharon Harris (Kendall Cross)
- 2014 : L'Ange gardien de Noël : Dora Montrose (Lindsay Leese)
- 2015 : Bonne fortune et mauvais œil : Anna Maria (Claudia Ferri)
- 2015 : Un été à Barcelone : Ingeborg Hellmann (Sabine Postel)
- 2016 : Douce folie et haute tension : Dr Passlack (Sophie Rois)
- 2016 : Coup de foudre pour l'ennemi : Lydia Harper (Jennifer-Juniper Angeli)
- 2016 : Grease: Live! : la principale McGee (Ana Gasteyer)
- 2017 : Je ne me tairai pas : Frau Ahrens (Katja Flint)
- 2017 : Un amour interdit : Claire Miller (Pamela Daly)
- 2018 : Le diplôme de Noël : Gail (Geraldine Leer)
- 2018 : Une Star dans la tourmente : Emily (Patti Tippo)
- 2018 : La Complainte de Mackie : Madame Peachum (Claudia Michelsen)
- 2019 : À Noël mon Prince viendra 2 : Reine Olivia (Liliana Komorowska)
- 2019 Les Petits Meurtres de Ruby : Témoin silencieux : Marian Rabbel (Darla Fay)
- 2020 : Un sapin de Noël, deux amoureux : Mary (Liza Huget)
- 2020 : Un trésor sous votre sapin : Doris (Susan Bain)
- 2021 : La Princesse des fleurs : ? (?)

#### Séries télévisées
(avril 2025).

#### Séries d'animation
- 1994-1998[13] : Le Paradis d'Hello Kitty : Maman
- 1995 : Animaniacs : Minerva (voix chantée - épisode 54)
- 1995 : Aladdin : le masque divin
- 1996 : Urmel : Géraldine
- 1997 : Spicy City[14] : Raven
- 1999 : Les Nouvelles Aventures de Spider-Man : voix additionnelles
- 2000 : Wounchpounch : Tyrania Vanity / Stella Douillet
- 2001 : Momie au pair : Delphine (la mère)
- 2002 : Fimbles[15] : Florie (voix chantée) / Bessie (voix chantée et parlée)
- 2002-2003 : Pigeon Boy[16] : ?
- 2002-2005 : ¡Mucha Lucha! : la directrice de l'école
- 2003-2019 : Martin Matin : la maman / Mme Vinaigre / Mme Bourdon
- 2004-2006 : Brandy et M. Moustache : Lola Boa
- 2004-2014 : Bienvenue à Lazy Town : Mlle Lapipotin
- 2005-2008 : La Légende des super-héros : l'impératrice Émeraude / Martha Kent
- 2006-2007 : Juniper Lee : Gigi
- 2006-2008 : Finley, le camion de pompier : Léa
- 2006-2015 : Georges le petit curieux : le professeur Wiseman / Anna
- 2007 : Bibi, nom d'une sorcière : Ronda
- 2007-2009 : Tak et le Pouvoir de Juju : voix additionnelles
- 2008 : Blaise le blasé : Carol Leblanc-Schwartz / Mme Buterfly
- 2008 : Magic : la directrice du refuge (saison 1, épisode 12)
- 2008-2015 : Phinéas et Ferb : Mme Garcia-Shapiro et voix diverses
- depuis 2008 : Sam le pompier : Béatrice / Bella Lasagna
- 2009 : Monsieur Bébé : Rosetta
- 2009-2010 : Super Hero Squad : Mimi Ultrason, Stardust
- 2010 : Le Monde de Pahé : Déborah Trichard / Simone
- 2010 : Les Griffin : Loïs Griffin (remplacement - saison 8, épisode 20)
- 2010-2013 : Scooby-Doo : Mystères associés : personnages secondaires
- 2010-2013 : 64, rue du Zoo : Isabelle et Molly (saisons 3 et 4)
- 2010-2015 : TUFF Puppy : Peg Puppy, la mère de Dudley
- 2011 : Mission invisible : Mme MacBeth
- 2012 : One Piece : Big Mom (1re voix - épisode 571)
- 2012 : Brico Club : Madame Mnouchka
- 2013 : Teen Titans Go! : Madame Rouge
- 2013 : Kung Fu Panda : L'Incroyable Légende : Yan Fan, la maman de Grue[17]
- 2013 : Boris : la vache
- 2014 : Lassie : la pie
- 2014-2015 : Dragon Ball Z Kai : la mère d'Idassa
- 2014-2016 : Corneil et Bernie : Beth (Elisabeth) / Karen / Mme Martin (2e voix - saison 2)
- 2015 : Sailor Moon Crystal : Berthier
- 2015-2018 : Les Aventures du Chat potté : Sphinx / Callista / Duchesse
- 2015-2019 : Niko et l'Épée de Lumière : voix additionnelles
- 2016 : Le Monde de Nina : Abuelita
- 2016 : Bordertown : Becky / Janice
- 2017-2018 : Dragon Ball Super : Kale / Kafla
- 2017-2022 : Pete the Cat : Benny B
- 2018 : La Bande à Picsou : Goldie O'Gilt
- 2018 : La Légende des Trois Caballeros : Martha Washington / la reine lézard / Vénus
- 2018-2020 : Butterbean's Café : voix additionnelles
- 2019-2022 : Les Œufs verts au jambon : Michellee
- 2019-2020 : Corn et Peg : voix additionnelles
- 2019-2020 : Fourchette se pose des questions : Dolly
- 2020 : Hilda : le capitaine Draugen (saison 2, épisode 7)
- 2020 : Chico Bon Bon : Le Petit Singe bricoleur (en) : Nelly Autruche / Betty Lémurien / Madame le maire Murphy
- 2021 : Scooby-Doo et Compagnie : la dame du rayon jardinage (saison 2, épisode 18)

### Jeux vidéo
- 2001 : Panique à Mickey Ville : Germaine
- 2002 : Harry Potter et la Chambre des secrets : Molly Weasley
- 2007 : Clifford : En avant la musique ! : les oiseaux chanteurs
- 2011 : The Elder Scrolls V: Skyrim : Maven Roncenoir, Vex, Gianna, Avrusa Sarethi, Silda l'Invisible, Evette San et autres voix additionnelles
- 2015 : Star Wars: The Old Republic - Knights of the Fallen Empire : Senya Tirall
- 2016 : World of Warcraft: Legion : Maeiv Chantelombre
- 2016 : Final Fantasy XV : voix additionnelles
- 2016 : Star Wars: The Old Republic - Knights of the Eternal Throne : Senya Tirall
- 2020 : Watch Dogs: Legion : voix additionnelles
- 2021 : New World : divers personnages
- 2022 : Lego Star Wars : La Saga Skywalker : voix additionnelles
- 2023 : Hogwarts Legacy : L'Héritage de Poudlard : Matilda Weasley[18]
- 2024 : Final Fantasy VII Rebirth : voix additionnelles